# Рудольф Амтгауер
Рудольф Амтгауер (нім. Rudolf Amthauer; 19 грудня 1920 , Ізерлон, Провінція Вестфалія  — 30 вересня 1989 , Франкфурт-на-Майні, Гессен ) ― німецький психолог, що детально вивчав проблему структури інтелекту, на той час вельми невивчену царину психології. 
Амтгауер створив тест структури інтелекту, який згодом назвали за його ім'ям ― тест Амтхауера. Першу версію тесту він розробив 1953 року, останню ― 1973-го. Початково тест мав призначення діагностувати рівень загальних здібностей у зв'язку з проблемами професійної психодіагностики. Тест відзначається досить точними результатами. 1978 року Рудольф Амтгауер був ушанований орденом «За заслуги перед Федеративною Республікою Німеччина».

## Вибрані праці
- Rudolf Amthauer. Intelligenz und Beruf. — 1953. (нім.)
- Rudolf Amthauer. Zum Problem der produktiven Begabung. — 1961. (нім.)